# 蒂芬巴赫 (莱茵兰-普法尔茨州)
蒂芬巴赫（德語：Tiefenbach，發音：[ˈtiːfn̩bax]）是德国莱茵兰-普法尔茨州莱茵-洪斯吕克县的市镇，总面积5.79平方千米，2023年12月31日总人口为772人。